# Cullinan (Sudafrica)
Cullinan è una città del Sudafrica, nella provincia del Gauteng, a circa 40 km da Pretoria e 100 km da Johannesburg.
Prende il suo nome da Sir Thomas Cullinan, proprietario dell'impianto diamantifero Premier Mine, ubicato vicino alla città, dove nel 1905 venne trovato il diamante Cullinan dal peso di 3.106,75 carati. Nel settembre 2009 nella stessa miniera è stato rinvenuto un altro diamante di eccezionali dimensioni, dal peso di 507,55 carati